# Lubotyń-Kolonia
Lubotyń-Kolonia – wieś sołecka w Polsce położona w województwie mazowieckim, w powiecie ostrowskim, w gminie Stary Lubotyń.
W latach 1975–1998 miejscowość administracyjnie należała do województwa ostrołęckiego.